# Coppa Europa di atletica leggera 1973
La quarta edizione della Coppa Europa di atletica leggera si svolse nel 1973. Le gare finali, sia maschili che femminili, si disputarono a Edimburgo, nel Regno Unito, il 6 e il 7 settembre.
La coppa maschile venne vinta dall'Unione Sovietica, quella femminile dalla Germania Est.

## Formula
Per ciascuna delle due competizioni le squadre finaliste vennero selezionate attraverso tre semifinali a ciascuna delle quali presero parte 6 squadre. Per la gara maschile, che vide iscritte 27 nazioni, fu necessario un turno preliminare.

### Coppa maschile
I tre gironi del turno preliminare si svolsero a Lisbona, Bruxelles e Atene e videro la qualificazione alle semifinali rispettivamente di: Svizzera e Jugoslavia, Norvegia e Belgio, Romania e Bulgaria.
| Pos. | Nazione    | Punti |
| ---- | ---------- | ----- |
| 1    | Svizzera   | 68    |
| 2    | Jugoslavia | 63,3  |
| 3    | Portogallo | 37,5  |
| 4    | Irlanda    | 29    |

| Pos. | Nazione     | Punti |
| ---- | ----------- | ----- |
| 1    | Norvegia    | 105   |
| 2    | Belgio      | 90    |
| 3    | Paesi Bassi | 83    |
| 4    | Danimarca   | 64,5  |
| 5    | Islanda     | 42    |
| 6    | Lussemburgo | 32,5  |

| Pos. | Nazione  | Punti |
| ---- | -------- | ----- |
| 1    | Romania  | 42    |
| 2    | Bulgaria | 38,5  |
| 3    | Grecia   | 36,5  |

Le semifinali si disputarono il 4 e il 5 di agosto nelle sedi di Oslo, Celje e Nizza: le prime due squadre di ciascuna semifinale si qualificarono per la finale. Nella capitale norvegese i primi due posti andarono a Unione Sovietica e Regno Unito, terza fu l'Italia; a Celje, alle spalle della Germania Ovest, la Finlandia riuscì a qualificarsi a spese della Polonia; nella terza semifinale via libera per Germania Est e Francia davanti a Cecoslovacchia e Svezia.
| Pos. | Nazione          | Punti |
| ---- | ---------------- | ----- |
| 1    | Unione Sovietica | 98,5  |
| 2    | Regno Unito      | 80,5  |
| 3    | Italia           | 72,5  |
| 4    | Ungheria         | 62    |
| 5    | Norvegia         | 57,5  |
| 6    | Belgio           | 48    |

| Pos. | Nazione        | Punti |
| ---- | -------------- | ----- |
| 1    | Germania Ovest | 103,5 |
| 2    | Finlandia      | 88    |
| 3    | Polonia        | 83,5  |
| 4    | Jugoslavia     | 63    |
| 5    | Svizzera       | 43    |
| 6    | Spagna         | 37    |

| Pos. | Nazione        | Punti |
| ---- | -------------- | ----- |
| 1    | Germania Est   | 98,5  |
| 2    | Francia        | 90    |
| 3    | Cecoslovacchia | 76    |
| 4    | Svezia         | 73    |
| 5    | Romania        | 42    |
| 6    | Bulgaria       | 40,5  |

La finale maschile vide il ritorno al successo dell'Unione Sovietica che prevalse di stretta misura su Germania Est e Germania Ovest. La finale femminile, invece, fu vinta nettamente dalle atlete tedesche orientali mentre il secondo posto andò alle sovietiche che precedettero di poco la Bulgaria.

## Classifiche finali
| Pos. | Nazione          | Punti |
| ---- | ---------------- | ----- |
| 1    | Unione Sovietica | 82,5  |
| 2    | Germania Est     | 78,5  |
| 3    | Germania Ovest   | 76    |
| 4    | Regno Unito      | 70,5  |
| 5    | Finlandia        | 65    |
| 6    | Francia          | 45    |

| Pos. | Nazione          | Punti |
| ---- | ---------------- | ----- |
| 1    | Germania Est     | 72    |
| 2    | Unione Sovietica | 52    |
| 3    | Bulgaria         | 50    |
| 4    | Germania Ovest   | 36    |
| 4    | Regno Unito      | 36    |
| 6    | Romania          | 27    |

## Risultati individuali

### Uomini
| Specialità | Oro                           | Prestazione | Argento               | Prestazione | Bronzo                      | Prestazione |
| 100 metri | Siegfried Schenke             | 10"26       | Aleksandr Korneljuk   | 10"34       | Jobst Hirscht               | 10"47       |
| 200 metri | Chris Monk                    | 21"00       | Hans-Jürgen Bombach   | 21"05       | Ossi Karttunen              | 21"24       |
| 400 metri | Karl Honz                     | 45"20       | David Jenkins         | 46"00       | Ossi Karttunen              | 46"26       |
| 800 metri | Andy Carter                   | 1'46"44     | Jevhen Aržanov        | 1'46"70     | Dieter Fromm                | 1'46"71     |
| 1 500 metri | Frank Clement                 | 3'40"79     | Paul-Heinz Wellmann   | 3'41"85     | Klaus-Peter Justus          | 3'42"61     |
| 5 000 metri | Brendan Foster                | 13'54"65    | Manfred Kuschmann     | 13'55"31    | Harald Norpoth              | 13'57"66    |
| 10 000 metri | Nikolay Sviridov              | 28'44"08    | Detlef Uhlemann       | 28'44"22    | Karl-Heinz Leiteritz        | 28'44"36    |
| 3 000 metri siepi | Tapio Kantanen                | 8'28"45     | Willi Maier           | 8'29"76     | Leonid Savelyev             | 8'30"93     |
| 110 metri ostacoli | Guy Drut                      | 13"70       | Anatoliy Moshiashvili | 13"76       | Thomas Munkelt              | 13"77       |
| 400 metri ostacoli | Alan Pascoe                   | 50"07       | Dmitriy Stukalov      | 50"61       | Jürgen Laser                | 51"09       |
| 4×100 metri | Germania Est                  | 39"45       | Unione Sovietica      | 39"49       | Regno Unito                 | 39"86       |
| 4×400 metri | Germania Ovest                | 3'04"25     | Unione Sovietica      | 3'05"11     | Regno Unito                 | 3'06"27     |
| Salto in alto | Valentin Gavrilov             | 2,15        | Asko Pesonen          | 2,13        | Paul Poaniewa               | 2,09        |
| Salto con l'asta | Yuriy Isakov Antti Kalliomäki | 5,30        |                       |             | Mike Bull Reinhard Kuretzky | 5,20        |
| Salto in lungo | Valeriy Podluzhniy            | 8,20w       | Hans Baumgartner      | 8,12        | Max Klauß                   | 8,03        |
| Salto triplo | Viktor Saneev                 | 16,90w      | Jörg Drehmel          | 16,89       | Esa Rinne                   | 16,18       |
| Getto del peso | Hartmut Briesenick            | 20,95       | Reijo Ståhlberg       | 20,27       | Geoff Capes                 | 19,80       |
| Lancio del disco | Pentti Kahma                  | 63,10       | Siegfried Pachale     | 60,48       | Bill Tancred                | 59,06       |
| Lancio del martello | Anatoliy Bondarchuk           | 74,08       | Reinhard Theimer      | 72,06       | Jacques Accambray           | 71,90       |
| Lancio del giavellotto | Klaus Wolfermann              | 90,68       | Jānis Lūsis           | 88,48       | Hannu Siitonen              | 84,08       |
| record mondiale; record mondiale stagionale; record europeo; record europeo stagionale; record dei campionati; record nazionale; record personale; record personale stagionale. |                               |             |                       |             |                             |             |

### Donne
| Specialità | Oro                 | Prestazione | Argento              | Prestazione | Bronzo               | Prestazione |
| 100 metri | Renate Stecher      | 11"25       | Annegret Richter     | 11"32       | Marina Sidorova      | 11"40       |
| 200 metri | Renate Stecher      | 22"81       | Marina Sidorova      | 22"93       | Helen Golden         | 23"14       |
| 400 metri | Monika Zehrt        | 51"75       | Lilyana Tomova       | 52"33       | Nadezhda Kolesnikova | 52"35       |
| 800 metri | Gunhild Hoffmeister | 1'58"94     | Svetla Zlateva       | 1'59"05     | Nijolé Sabaité       | 2'02"17     |
| 1 500 metri | Tonka Petrova       | 4'09"02     | Karin Krebs          | 4'09"37     | Ljudmila Bragina     | 4'10"11     |
| 100 metri ostacoli | Annelie Ehrhardt    | 12"95       | Judy Vernon          | 13"34       | Natalya Lebedeva     | 13"62       |
| 4×100 metri | Germania Est        | 42"95       | Germania Ovest       | 43"68       | Regno Unito          | 44"78       |
| 4×400 metri | Germania Est        | 3'28"66     | Unione Sovietica     | 3'30"57     | Bulgaria             | 3'31"89     |
| Salto in alto | Yordanka Blagoeva   | 1,84        | Rita Kirst           | 1,82        | Galina Filatova      | 1,80        |
| Salto in lungo | Angela Schmalfeld   | 6,63        | Viorica Viscopoleanu | 6,39        | Ruth Martin-Jones    | 6,30w       |
| Getto del peso | Nadežda Čižova      | 20,77       | Ivanka Khristova     | 19,23       | Marita Lange         | 18,81       |
| Lancio del disco | Faïna Mel'nyk       | 69,48       | Argentina Menis      | 64,16       | Gabriele Hinzmann    | 63,76       |
| Lancio del giavellotto | Ruth Fuchs          | 66,10       | Lyutvian Mollova     | 60,30       | Ameli Koloska        | 55,46       |
| record mondiale; record mondiale stagionale; record europeo; record europeo stagionale; record dei campionati; record nazionale; record personale; record personale stagionale. |                     |             |                      |             |                      |             |